# Insomnia (chanson)
Pour les articles homonymes, voir Insomnia.
Singles de Faithless
Salva Mea
(1995) Don't Leave
(1996)
Pistes de Reverence
Angeline
(5) Dirty Ol' Man
(7)
Insomnia est une chanson du groupe de musique électronique britannique Faithless sortie en single en novembre 1995 et extraite de l'album Reverence. Elle a été composée par Sister Bliss, Maxi Jazz, Rollo Armstrong et produite par Sister Bliss et Armstrong.
Elle semble s'être inspirée de la chanson Let Me Love You for Tonight interprétée par Kariya en 1989.
Insomnia a rencontré un succès plutôt important, atteignant la première place des ventes en Suisse, en Finlande, et en Norvège, la 2e place en Belgique dans la région flamande. Elle arrive en tête des classements de dance au Royaume-Uni au Canada et aux États-Unis.
Différentes versions remixées sont sorties en singles en 2005, 2009 et 2015, cette dernière sous le titre de Insomnia 2.0 avec un remix réalisé par le DJ suédois Avicii.
En 2009, elle est reprise avec succès par le duo de DJs suisses Mike Candys et Jack Holiday.

## Paroles et composition
Dans la chanson, le chanteur de Faithless, Maxi Jazz, chante avec la voix d'un insomniaque alors qu'il lutte pour dormir (« I toss and I turn without cease, like a curse, open my eyes and rise like yeast/At least a couple of weeks since I last slept, kept takin' sleepers, but now I keep myself pepped »). Le sujet a resonné chez les fans de dance music, car l'utilisation de stimulants est courante dans la culture club/rave, et l'insomnie est un effet secondaire commun - dans une interview de 2020, Maxi Jazz a reconnu avoir touché une corde sensible chez les clubbers : « Soudain, la chanson était jouée par des foules qui avaient sans doute pris pour 50 livres de drogues puissantes et qui ne pensaient pas dormir pendant des jours... Si j'avais eu une livre à chaque fois que quelqu'un est venu en disant 'I can't get no sleep', j'aurais vécu sur la station spatiale ». Bien qu'il ne soit pas insomniaque, Maxi s'est inspiré de son expérience personnelle pour les paroles : il avait récemment souffert d'un douloureux abcès dentaire qui l'avait empêché de dormir.
Selon Sister Bliss, la musique de la chanson a été écrite dans le studio d'enregistrement de son compagnon Rollo, situé dans un abri de jardin : elle a trouvé le titre de la chanson alors qu'elle était elle-même incapable de dormir, décrivant l'expérience de travailler dans le studio pendant la journée et d'être DJ la nuit comme étant "comme avoir un décalage horaire permanent". Bliss a déclaré que la ligne de basse aux accents reggae de la chanson a été influencée par Lionrock, tandis que le placement de la mélodie principale du synthétiseur vers la fin de la chanson "était une idée que nous avons eue de la façon dont Underworld construisait la tension : juste attendre, attendre, attendre et puis - bang !" Sister Bliss a composé la mélodie après que Rollo lui ait demandé de "faire de grosses cordes", empruntant l'idée de passer d'un accord majeur à un accord mineur de "I Feel Love" de Donna Summer.
La version album de Insomnia dure près de neuf minutes et contient certaines paroles qui ne pouvaient pas être diffusées à la radio en raison de leur contenu explicite. Maxi Jazz a remplacé la première phase, "I only smoke weed when I need to", par "Deep in the bosom of the gentle night" en raison de la pression de MTV. La chanson commence également par des quadrillons de cloches (échantillonnés à partir d'un disque de BBC Sound Archive), une partie qui n'était généralement pas connue du public des clubs car la plupart des gens connaissent le Monster Mix ou le Monster Mix Radio Edit. Le début de la version album de la chanson comporte également un échantillon de Biosphere "Novelty Waves" (1994).

## Clip vidéo
Un clip musical a été créé pour accompagner la chanson. Il a été réalisé par le réalisateur britannique Lindy Heymann. La vidéo a été publiée sur YouTube en juillet 2015, et compte plus de 100 millions de vues en juin 2022.

## Liste des pistes
1995  Royaume-Uni 1996 CD 1
1. Insomnia (Monster Radio Edit) - 03:34
2. Insomnia (Original Radio Edit) - 03:36
3. Insomnia (Monster Mix) - 08:38
4. Insomnia (Moody Mix) - 10:40
5. Insomnia (Tuff Mix) - 07:18

1995 Europe
1. Insomnia (CEC Edit) - 04:37
2. Insomnia (Monster Radio Edit) - 03:33
3. Insomnia (Original Mix) - 10:55
4. Insomnia (Monster Mix) - 08:38
5. Insomnia (Moody Mix) - 10:42
6. Insomnia (Tuff Mix) - 07:19

1996 Scandinavie
1. Insomnia (Monster Radio Edit) - 03:36
2. Insomnia (Original Radio Edit) - 03:38
3. Insomnia (Monster Mix) - 08:41
4. Insomnia (Moody Mix) - 10:45
5. Insomnia (Tuff Mix) - 07:18

1996  Italie
1. Insomnia (Monster Radio Edit) - 03:34
2. Insomnia (Original Radio Edit) - 03:36
3. Insomnia (Monster Mix) - 08:38
4. Insomnia (Moody Mix) - 10:40
5. Insomnia (Tuff Mix) - 07:18

1996  Royaume-Uni CD 2
1. Insomnia (CEC Radio Mix) - 03:53
2. Insomnia (96 Remix) - 07:16
3. Insomnia (DJ Quicksilver Mix) - 07:58
4. Insomnia (De Donatis Mix) - 07:38

1996 Europe
1. Insomnia (CEC Radio Mix) - 03:53
2. Insomnia (Original Radio Edit) - 03:37
3. Insomnia (96 Remix) - 07:16
4. Insomnia (DJ Quicksilver Mix) - 07:58
5. Insomnia (De Donatis Mix) - 07:38
6. Insomnia (Monster Mix) - 08:35

1997  États-Unis version 1
1. Insomnia (Monster Mix Radio Edit) - 03:33
2. Insomnia (Armand's European Vacation Mix) - 07:56
3. Insomnia (Monster Mix) - 08:34
4. Insomnia (Armand's Mission To Mars Mix) - 08:49
5. Insomnia (De Donatis Mix) - 07:35
6. Insomnia (CEC Radio Mix) - 03:51

1997  États-Unis Version 2
1. Insomnia (Monster Mix Radio Edit) - 03:33
2. Insomnia (Album Version) - 08:43
3. Insomnia (De Donatis Mix) - 07:23
4. Reverence (Tamsin's Drum & Bass Mix) - 05:20
5. Don't Leave (Floating Bass Mix) - 05:53

*En 1997 la pochette américaine reprend la pochette anglaise de 1995

## Classements hebdomadaires par pays
| Classement (1995-1997)                  | Meilleure position |
| --------------------------------------- | ------------------ |
| Allemagne (Media Control AG)            | 2                  |
| Australie (ARIA)                        | 16                 |
| Autriche (Ö3 Austria Top 40)            | 5                  |
| Belgique (Flandre Ultratop 50 Singles)  | 2                  |
| Belgique (Wallonie Ultratop 50 Singles) | 6                  |
| Canada (RPM Dance/Urban)                | 1                  |
| Écosse (OCC)                            | 5                  |
| États-Unis (Billboard Hot 100)          | 62                 |
| États-Unis (Hot Dance Club Songs)       | 1                  |
| Finlande (Suomen virallinen lista)      | 1                  |
| France (SNEP)                           | 7                  |
| Irlande (IRMA)                          | 3                  |
| Italie (FIMI)                           | 19                 |
| Norvège (VG-lista)                      | 1                  |
| Nouvelle-Zélande (RMNZ)                 | 39                 |
| Pays-Bas (Single Top 100)               | 13                 |
| Royaume-Uni (UK Singles Chart)          | 3                  |
| Royaume-Uni (UK Dance Chart)            | 1                  |
| Suède (Sverigetopplistan)               | 4                  |
| Suisse (Schweizer Hitparade)            | 1                  |

| Classement (2005)              | Meilleure position |
| ------------------------------ | ------------------ |
| Allemagne (Media Control AG)   | 37                 |
| Autriche (Ö3 Austria Top 40)   | 40                 |
| Irlande (IRMA)                 | 8                  |
| Pays-Bas (Single Top 100)      | 54                 |
| Royaume-Uni (UK Singles Chart) | 17                 |
| Suisse (Schweizer Hitparade)   | 29                 |

| Classement (2015)                 | Meilleure position |
| --------------------------------- | ------------------ |
| Autriche (Ö3 Austria Top 40)      | 58                 |
| États-Unis (Hot Dance Club Songs) | 1                  |

## Certifications
| Pays              | Certification |
| ----------------- | ------------- |
| Allemagne (BVMI)  | Platine       |
| Australie (ARIA)  | Or            |
| Belgique (BEA)    | Or            |
| France (SNEP)     | Or            |
| Royaume-Uni (BPI) | Platine       |
| Suisse (IFPI)     | Or            |

## Version de Mike Candys et Jack Holiday (2009)
Singles de Mike Candys et Jack Holiday
La Serenada
(2009) La Serenissima
(2011)
Pistes de Smile
One Night in Ibiza
(3) Together Again
(5)
Insomnia, reprise par les DJs suisses Mike Candys et Jack Holiday est sortie en single en 2009, extrait du premier album studio de Mike Candys Smile. La chanson est produite par Mike Candys, Jack Holiday et Chris Crime. Le single atteint le Top 20 en France et en Belgique Wallonie et le top 10 en Belgique partie Flandre et au Danemark. Le clip vidéo sorti le 10 novembre 2009 sur le site YouTube a été visionné plus de 2 million de fois.

### Formats et liste des pistes
Digital Wombat
1. Insomnia (Chris Crime Infinity Remix) - 4:39
2. Insomnia (Christopher S. Horny Remix) - 4:39

Digital Zoo Digital
1. Insomnia (Radio Edit) - 3:29
2. Insomnia (Chris Crime Infinity Remix) - 4:39
3. Insomnia (Christopher S. Remix) - 4:39

CD-Maxi
1. Insomnia (Radio Edit) - 3:31
2. Insomnia (Chris Crime Infinity Remix) - 4:41
3. Insomnia (Christopher S. Remix) - 4:39

12" Maxi
1. Insomnia (Chris Crime Infinity Remix) - 4:41
2. Insomnia (Christopher S. Remix) - 4:39

### Classements hebdomadaires
| Classement (2009-2012)                  | Meilleure position |
| --------------------------------------- | ------------------ |
| Allemagne (Media Control AG)            | 44                 |
| Autriche (Ö3 Austria Top 40)            | 49                 |
| Belgique (Flandre Ultratop 50 Singles)  | 9                  |
| Belgique (Wallonie Ultratop 50 Singles) | 16                 |
| France (SNEP)                           | 15                 |
| France (Club 40)                        | 3                  |
| Pays-Bas (Single Top 100)               | 30                 |
| Danemark (Tracklisten)                  | 2                  |
| Suisse (Schweizer Hitparade)            | 34                 |

### Certifications
| Pays          | Certification |
| ------------- | ------------- |
| Suisse (IFPI) | Platine       |